# Eurytoma amplicoxa
Eurytoma amplicoxa är en stekelart som beskrevs av Bugbee 1973. Eurytoma amplicoxa ingår i släktet Eurytoma och familjen kragglanssteklar. Inga underarter finns listade i Catalogue of Life.